# La Soufrière
La Soufrière (La Soufrière - Warten auf eine unausweichliche Katastrophe, lett. "La Soufrière – In attesa di una catastrofe inevitabile") è un documentario del 1977 diretto da Werner Herzog.
Nel 1976, nell'imminenza di un'eruzione annunciata, l'isola di Guadalupa venne evacuata. Alla notizia che un contadino si rifiutava di lasciare l'isola nonostante il pericolo, Herzog partì con la sua troupe per comprendere meglio questa posizione e documentarla su pellicola.
Si tratta forse del film più rischioso del regista tedesco, che va letteralmente incontro alla potenza primordiale della natura e ad un pericolo imminente che costringe a riflessioni esistenziali e spinge ad osservare la condizione di povertà materiale e dignità spirituale dell'uomo.
Questo film è un documento di grande importanza per l'isola di Guadalupa, della quale testimonia un momento storico. La prevista eruzione catastrofica, poi, non ebbe luogo.

## Trama
Con la voce narrante dello stesso regista viene ricordato come nell'estate del 1976 si ebbero segni di attività sismica un po' in tutto il mondo. Le zone più colpite furono: Filippine, Cina, America Latina, ma anche il Friuli in Italia. Durante la primavera dello stesso anno sull'isola di Guadalupa, nelle Antille francesi, il vulcano La Grande Soufrière aveva fatto registrare una crescente attività vulcanica. In agosto gli esperti che si erano recati sul posto decretarono come certa al 100% l'imminente eruzione potenzialmente catastrofica.
Fu velocemente evacuata la popolazione dell'intera area meridionale del vulcano,  circa 75.000 abitanti. I giornali riportarono la notizia però che c'era ancora un uomo sull'isola, un contadino molto povero che aveva rifiutato di fuggire. Il regista insieme a due operatori decide allora di recarsi velocemente a Guadalupa, affascinato dalla situazione che si era venuta a creare.
A Basse-Terre, la città principale dell'isola, che si affaccia sul mare, lo scenario è popolato solo dagli animali scesi dalla montagna in cerca di cibo, o dai loro cadaveri: maiali, asini, soprattutto cani. Nei negozi e nelle case i segni di una rapida fuga: televisori accesi, frigoriferi attaccati alla corrente, anche i semafori delle strade funzionano regolarmente. Il porto dal quale si vede la cima del vulcano avvolta dai fumi solforosi, non accoglie nessuna nave.
Riprese aeree sorvolano le colline verdi dell'isola e la città di Basse-Terre come un ritratto di mondo che si appresta a dissolversi. Era prevista infatti non una semplice colata lavica ma una esplosione dell'intero monte con una forza di cinque o sei bombe atomiche.
Una cinepresa lasciata fissa in una zona sicura ha il compito di catturare singoli fotogrammi dell'attività del cratere per tutta la giornata.
Le immagini si arrampicano sopra la vegetazione del monte, oltrepassando i cartelli che vietano il passaggio in più lingue. Aggirando gli ostacoli e i flussi di vapori tossici emessi dall'attività vulcanica, la troupe conquista una postazione sottovento sopra il cratere attivo.
Il precedente storico di una situazione analoga è fornito dalle riprese delle ultime foto della città di Saint-Pierre, sull'isola vicina della Martinica. Nel 1902 il Vulcano dell'isola, La Pelée, aveva iniziato una consistente attività simile a quella che ora toccava alla Soufrière. La maggior parte degli abitanti della città furono persuasi a restare, a causa delle elezioni politiche che si dovevano tenere in quel periodo.
Il 5 maggio 1902 si verificò una catastrofe naturale di forza inaudita, l'attività umana dell'isola fu quasi cancellata dall'esplosione e più di 30.000 persone persero la vita. I soccorritori non trovarono nessun sopravvissuto, eccetto il giovane ladro Cyparis, che si trovava in prigione in una cella di isolamento sottoterra.
Quando la troupe incontra il contadino che si era rifiutato di andarsene, lo trovano appisolato fra le sue bestie e con lui altri due uomini con le stesse intenzioni. Il dialogo (in francese) è fatto di poche semplici domande sul perché si trovi ancora lì, sul pericolo che sta correndo, a cui l'uomo risponde di non temere ciò che Dio ha riservato per lui, e che non possedendo niente non saprebbe veramente dove altro andare. L'uomo canticchia una canzone in francese che ha il sapore di una grande gioia spensierata ma persa nei ricordi.
Smentendo le previsioni degli scienziati il vulcano non esplode e lentamente la gente torna nelle proprie case.
(Werner Herzog)

## Produzione
Quando Herzog apprende la notizia che un uomo si è rifiutato di lasciare la propria casa alle pendici della Soufrière, sta lavorando al montaggio di Cuore di vetro. Prontamente decide di partire dalla Germania insieme all'operatore Jörg Schmidt-Reitwein verso la Guadalupa. A Pointe-à-Pitre li raggiunge l'altro operatore partito da New York, Ed Lachman.
Le riprese furono effettuate in 10 giorni nell'agosto 1976 a Guadalupa. Il costo approssimativo fu di 45.000 marchi.

## Distribuzione
Il film è reperibile in Italia come contenuto aggiuntivo del DVD di Apocalisse nel deserto edito dalla Ripley's Home Video.

## Colonna sonora
- Sergej Vasil'evič Rachmaninov: 2. Konzert für Klavier u. Orchester e-moll op.18, dal secondo movimento (adagio sostenuto)
- Felix Mendelssohn: Lied ohne Worte Nr.1
- Johannes Brahms: Wiegenlied meiner Schmerzen, Intermezzo op. 117 Nr. 1
- Richard Wagner: Götterdämmerung, Trauermarsch

## Accoglienza

### Critica
La prima proiezione del film avvenne nel marzo 1977 a Bonn, il primo ottobre fu la volta del New York Film Festival e l'anno successivo a giugno in Polonia, fu premiato con una Menzione Speciale al Cracow Film Festival.
Dopo La Soufrière, dove si estremizza il concetto di convivenza con la natura nella sua forma più incontrollabile, il regista attenuò temporaneamente il suo interesse per i paesaggi. I lungometraggi immediatamente successivi vennero dedicati a figure di uomini in rotta con la società: La ballata di Stroszek, Nosferatu, il principe della notte, Woyzeck.

## Riconoscimenti
- 1978 - Film Festival di Cracovia
  - Menzione speciale
- 1978 - German Film Awards
  - Film Award Argento